# Río San Juan (Río Mira)
Der Río San Juan ist ein etwa 140 km langer rechter Nebenfluss des Río Mira im westlichen Grenzgebiet von Ecuador und Kolumbien.

## Flusslauf
Der Río San Juan entspringt in Kolumbien auf einer Höhe von etwa 3600 m. Das Quellgebiet liegt in der Nudo de los Pastos an der Nordflanke des 4723 m hohen Vulkans Chiles. Der Fluss verläuft in überwiegend westnordwestlicher Richtung. Nach etwa 15 km erreicht er die Grenze zwischen Kolumbien und Ecuador. Anschließend bildet er bis zu seiner Mündung die Staatsgrenze. Südlich des Flusslaufs befindet sich die ecuadorianische Provinz Carchi, nördlich der kolumbianische Verwaltungsbezirk Departamento de Nariño. Bei Flusskilometer 24 mündet der Río Gualpi linksseitig in den Fluss. 4,5 km oberhalb der Mündung in den Río Mira trifft der Rìo Camumbí von Süden kommend auf den Río San Juan.

## Einzugsgebiet
Das Einzugsgebiet des Río Juan umfasst etwa 1350 km². Es grenzt im Osten an das des Río Carchi, der über den Río Patía zum Pazifischen Ozean abfließt.